# Kechi, Kansas
Kechi là một thành phố thuộc quận Sedgwick, tiểu bang Kansas, Hoa Kỳ. Năm 2010, dân số của xã này là 1909 người.

## Dân số
Dân số các năm:
- Năm 2000: 1038 người
- Năm 2010: 1909 người